# Corsaires d'Évry
Stade
Maillots
Les Corsaires d'Évry sont un club sportif français de football américain basé à Évry dans le département de l'Essonne dont l'équipe senior évolue en division 2 du championnat de France.

## Le club
Né en 1994  sous le nom des Voyagers d'Évry à la suite de la fusion des clubs des Korrigans de Corbeil-Essonnes et des Éperons Ardents d'Évry, le club adopte en 2000 le nom de Corsaires d'Évry. Il dispute les championnats nationaux depuis 1994 et a disputé deux finales de division 2 (Casque d'or), toutes perdues (2001 et 2023).
Le club propose plusieurs disciplines :
- Football américain (masculin et féminin)
- Flag Football (football américain sans contact)
- Cheerleading

Le club fait partie de l'Association sportive d'Évry (A.S.E.)
L'équipe compte actuellement plus de 200 licenciés répartis dans ses trois catégories :
- l'équipe senior qui évolue en D2 ;
- l'équipe cadet engagée en National ;
- l'équipe junior engagée en championnat de France junior ;
- une section flag football.
- Une section cheerleading

## Palmarès
| Compétitions nationales                                                               | Compétitions régionales                                                                   |
| - Championnat de France de 2e division (Casque d'Or) - Vice-Champion (2) : 2004, 2023 | - Championnat régional d'Île-de-France - Vice-Champion (1) : 2000 - Champion (U20) : 2024 |

## Histoire

### 1994 - 2000: la fusion
Le club est fondé en 1994 par la fusion des Korrigans de Corbeil-Essonnes (champion de France de 2e division en 1992 et ayant évolué en 1re division en 1993), et des Éperons Ardents d'Évry (créé en 1987 et ayant évolué en 2e division). Le nouveau club prend alors le nom des Voyagers d'Évry.
En 1994, les Voyagers évoluent au sein de la 1re division française mais n'arrivent pas à se maintenir à ce niveau. En 1995 et 1996, le club échouent en poules de la 2e division. En 1997, les Voyagers participent à leurs premières séries éliminatoires. Ils perdent en quart de finale de conférence 6 à 21 face aux Templiers d'Élancourt.
En 1998, les Voyagers réalisent leur meilleure saison depuis la fusion. Ils gagnent consécutivement le quart de finale de conférence 26 à 12 en déplacement face aux Tigres de Nancy, la demi-finale de conférence 14 à 6 contre les Pygargues de Troyes et la finale de conférence Nord, 16 à 6 contre les Cougars de Saint-Ouen-l'Aumône. Ils échouent en finale contre les Servals de Clermont-Ferrand perdant le match 3 à 7.
La bonne saison 1998 permet au club d'Évry de retrouver la 1re division en 1999. Le club arrive en quart de finale mais perd contre le Flash de La Courneuve 16 à 34. Malgré les bons résultats de la saison 1999, le club est obligé de déclarer forfait pour raisons financières avant le début de la saison 2000 de 1re division. Cette décision implique d'office la relégation en 2e division. Les Voyagers se retrouvent alors dans le championnat régional d'Île-de-France où ils perdent en finale contre les Météores de Fontenay-sous-Bois. Ils participent et remportent l'Orléans Bowl (tournoi à 4 équipes) et jouent plusieurs matchs amicaux.

### 2000 - présent: les Corsaires
Fin 2000, le club entame sa reconstruction. Celle-ci débute par un changement de nom : la commune étant attachée administrativement à l'Île-de-France, elle-même historiquement reliée à la royauté, les Corsaires ayant par le passé fait allégeance au roi de France par lettre de marque et étant en bords de Seine, le club prend pour ces motifs la dénomination des Corsaires d'Évry. En 2001, ils participent au championnat de France de 2e division et réalisent une saison parfaite avec 9 victoires en autant de matchs. Ils se classent 3e lors de la première phase des playoffs au sein de la conférence nord, avec une défaite 7 à 15 face aux Météores de Fontenay-sous-Bois et une victoire sur forfait des Molosses d'Asnières (B). En huitième de finale, ils gagnent en déplacement 38 à 2 contre les Chevaliers d'Orléans. Ils récidivent en quart de finale contre les Orcs de Châteauroux 20 à 6 ainsi qu'en demi-finale, battant les Gaulois de Sannois sur le score de 44 à 28. Malheureusement, en finale ils sont sévèrement battus 41 à rien par l'Iron Mask de Cannes.
En 2002, les Corsaires terminent la saison avec une seule défaite. En play-offs, ils battent les Météores de Fontenay-sous-Bois en huitième de finale (36-30) mais perdent par forfait en quart de finale face aux Tigres de Nancy.
En 2003, les Corsaires finissent second de leur poule derrière les Templiers d'Élancourt obtenant ainsi leur ticket pour les demi-finales. Ils perdent celle-ci 14 à 21 contre les Servals de Clermont-Ferrand. Cette même année, le club développe une nouvelle section pour les cadets. En 2004, les Corsaires réalisent une bonne saison ponctuée par une 3e finale de 2e division. Au cours des playoffs, les Corsaires prennent leur revanche sur les Servals de Clermont-Ferrand remportant la demi-finale 16 à 13. Ils s'inclinent en finale contre les Black Panthers de Thonon-les-Bains sur le score de 12 à 20. Cette finale leur permet de monter en division 1.
De retour parmi l'élite en 2005, l'équipe réalise une saison catastrophique puisqu'elle perd tous ses matchs et elle est donc de suite reléguée en 2e division. Lors des saisons 2006 et 2007, les Corsaires ne parviennent pas à se qualifier pour les séries éliminatoires.

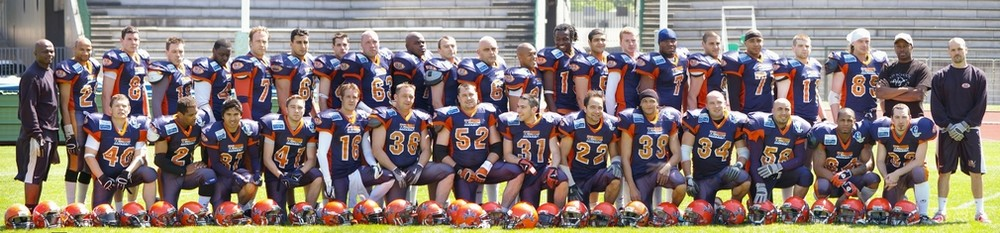
Effectif 2006-2007

En 2008, le club réussit une meilleure saison participant aux séries éliminatoires mais l'équipe est éliminée en finale de conférence Nord par les Molosses d'Asnières (8 à 21). En 2009, les Corsaires atteignent encore la finale de conférence Nord, mais une fois encore ils sont battus, cette fois 31 à 12 par les Chevaliers d'Orléans.
En 2010, les Corsaires finissent second de leur poule et participent aux séries éliminatoires mais pour la troisième année consécutive, ils s'inclinent en finale de conférence, battus 22 à rien par les Molosses d'Asnières.
En 2018, le club termine la saison régulière avec une fiche de 8-1-1 réalisant une de ses meilleures saisons après quelques années sans séries éliminatoires. Une réforme administrative applicable uniquement pour la saison 2018, permet aux équipes participant à la finale de conférence d'accéder directement à la 1re Division. Les Corsaires se qualifient pour la demi-finale de conférence qu'ils remportent 44 à 40 contre les Templiers d'Élancourt. Cette victoire leur permet de retrouver d'office la 1re division après treize années d'absence au sein de l'élite du football américain français. Les Corsaires terminent leur saison avec une défaite en finale de conférence contre les Spartiates d'Amiens.
Le poste de quarterback est tenu par Erwan Euzenat lors de la saison 2019. Le retour en D1 débute par deux victoires, la première contre les Léopards de Rouen (38-7) et la seconde contre les Cougars de Saint-Ouen-l'Aumône (41-17). Malgré ce bon départ, l'équipe termine la saison 5e de la conférence Nord (avant dernière place) avec un bilan de 3-1-6 qui assure leur maintien en D1 aux dépens des Léopards de Rouen. La saison 2020 est arrêtée après trois journées et la saison 2021 est annulée à la suite de la pandémie de Covid-19. Pour raisons administratives, le club décide de reprendre la compétition 2022 en 2e division. Bien qu'ayant terminé le championnat en dernière position de la poule 2 de la conférence A ils se maintiennent en D2 pour la saison 2023 où ils évoluent dans la poule 1 de la conférence B.

## Bilan saison par saison

### Saison par saison
| Saison                        | Division                                            | Résultat                                            | M.J.                                                | V                                                   | N                                                   | D                                                   | PP                                                  | PC                                                  | Séries éliminatoires                                     |
| ----------------------------- | --------------------------------------------------- | --------------------------------------------------- | --------------------------------------------------- | --------------------------------------------------- | --------------------------------------------------- | --------------------------------------------------- | --------------------------------------------------- | --------------------------------------------------- | -------------------------------------------------------- |
| Koorigans de Corbeil-Essonnes |                                                     |                                                     |                                                     |                                                     |                                                     |                                                     |                                                     |                                                     |                                                          |
| 1990                          | D3                                                  | 2e Poule I.D.F                                      | ?                                                   | ?                                                   | ?                                                   | ?                                                   | ?                                                   | ?                                                   | Quart de finaliste - montée en D2                        |
| 1991                          | D2                                                  | 2e Poule I.D.F                                      | ?                                                   | ?                                                   | ?                                                   | ?                                                   | ?                                                   | ?                                                   | ?                                                        |
| 1992                          | D2                                                  | 1er Poule Centre                                    | ?                                                   | ?                                                   | ?                                                   | ?                                                   | ?                                                   | ?                                                   | Champion - montée en D1                                  |
| Voyagers d'Évry               |                                                     |                                                     |                                                     |                                                     |                                                     |                                                     |                                                     |                                                     |                                                          |
| 1993                          | D1                                                  | ?                                                   | ?                                                   | 1                                                   | 1                                                   | 7                                                   | ?                                                   | ?                                                   | -                                                        |
| 1994                          | D1                                                  | 3e Poule B                                          | 7                                                   | 2                                                   | 1                                                   | 4                                                   | 26                                                  | 13                                                  | Descente en D2                                           |
| 1995                          | D2                                                  | 4e Poule A                                          | 10                                                  | 1                                                   | 0                                                   | 6                                                   | 12                                                  | 97                                                  | -                                                        |
| 1996                          | D2                                                  | 4e Poule A                                          | 10                                                  | 3                                                   | 0                                                   | 7                                                   | 154                                                 | 218                                                 | -                                                        |
| 1997(1)                       | D2                                                  | 4e Poule B                                          | 8                                                   | 0                                                   | 0                                                   | 2                                                   | 44                                                  | 55                                                  | Quart de finaliste de conférence                         |
| 1998(1)                       | D2                                                  | 2e Poule E                                          | 8                                                   | 0                                                   | 0                                                   | 2                                                   | 44                                                  | 55                                                  | Finaliste - montée en D1                                 |
| 1999                          | D1                                                  | 4e Poule Nord                                       | 10                                                  | 3                                                   | 1                                                   | 6                                                   | 72                                                  | 230                                                 | Quart de finaliste                                       |
| 2000                          | D1                                                  | Forfait général - Descente en D2                    | Forfait général - Descente en D2                    | Forfait général - Descente en D2                    | Forfait général - Descente en D2                    | Forfait général - Descente en D2                    | Forfait général - Descente en D2                    | Forfait général - Descente en D2                    | Forfait général - Descente en D2                         |
| Corsaires d'Évry              |                                                     |                                                     |                                                     |                                                     |                                                     |                                                     |                                                     |                                                     |                                                          |
| 2001                          | D2                                                  | 1er Poule A Nord                                    | 9                                                   | 9                                                   | 0                                                   | 0                                                   | 262                                                 | 96                                                  | Finaliste                                                |
| 2002                          | D2                                                  | 2e Poule B Nord                                     | 6                                                   | 5                                                   | 0                                                   | 1                                                   | 174                                                 | 60                                                  | Quart de finaliste                                       |
| 2003                          | D2                                                  | 2e Poule Nord                                       | 8                                                   | 5                                                   | 0                                                   | 3                                                   | 215                                                 | 78                                                  | Demi-finaliste                                           |
| 2004                          | D2                                                  | 1er Poule Nord                                      | 10                                                  | 9                                                   | 0                                                   | 1                                                   | 323                                                 | 101                                                 | Finaliste - montée en D1                                 |
| 2005                          | D1                                                  | 4e Poule Nord                                       | 10                                                  | 0                                                   | 0                                                   | 10                                                  | 64                                                  | 289                                                 | Descente en D2                                           |
| 2006                          | D2                                                  | 4e Poule Nord                                       | 8                                                   | 3                                                   | 0                                                   | 5                                                   | 88                                                  | 170                                                 | -                                                        |
| 2007                          | D2                                                  | 4e Poule Nord                                       | 8                                                   | 2                                                   | 1                                                   | 5                                                   | 144                                                 | 183                                                 | -                                                        |
| 2008                          | D2                                                  | 2e Poule Nord                                       | 10                                                  | 5                                                   | 1                                                   | 4                                                   | 168                                                 | 105                                                 | Finaliste de conférence                                  |
| 2009                          | D2                                                  | 2e Poule Nord                                       | 10                                                  | 7                                                   | 0                                                   | 3                                                   | 250                                                 | 97                                                  | Finaliste de conférence                                  |
| 2010                          | D2                                                  | 2e Poule Nord                                       | 10                                                  | 8                                                   | 0                                                   | 2                                                   | 259                                                 | 92                                                  | Finaliste de conférence                                  |
| 2011                          | D2                                                  | 1er Poule B Nord                                    | 10                                                  | 7                                                   | 0                                                   | 3                                                   | 258                                                 | 79                                                  | Finaliste de conférence                                  |
| 2012                          | D2                                                  | 2e Poule B Nord                                     | 10                                                  | 5                                                   | 0                                                   | 5                                                   | 225                                                 | 137                                                 | -                                                        |
| 2013                          | D2                                                  | 2e Poule B Nord                                     | 10                                                  | 6                                                   | 0                                                   | 3                                                   | 235                                                 | 119                                                 | Demi-finaliste de conférence                             |
| 2014                          | D2                                                  | 2e Poule A Nord                                     | 10                                                  | 8                                                   | 0                                                   | 2                                                   | 308                                                 | 106                                                 | -                                                        |
| 2015                          | D2                                                  | 3e Poule A Nord                                     | 10                                                  | 3                                                   | 0                                                   | 7                                                   | 207                                                 | 285                                                 | -                                                        |
| 2016                          | D2                                                  | ? Poule A Nord                                      | ?                                                   | ?                                                   | ?                                                   | ?                                                   | ?                                                   | ?                                                   |                                                          |
| 2017                          | D2                                                  | 2e Poule A Nord                                     | 9                                                   | 4                                                   | 0                                                   | 5                                                   | 144                                                 | 188                                                 | -                                                        |
| 2018                          | D2                                                  | 1er Poule A Nord                                    | 10                                                  | 8                                                   | 1                                                   | 1                                                   | 275                                                 | 87                                                  | Finaliste de conférence - montée en D1                   |
| 2019                          | D1                                                  | 5e Conférence Nord                                  | 10                                                  | 3                                                   | 1                                                   | 6                                                   | 135                                                 | 201                                                 | -                                                        |
| 2020                          | D1                                                  | 5e Conférence Nord                                  | 3                                                   | 0                                                   | 0                                                   | 3                                                   | 34                                                  | 98                                                  | Championnat arrêté à la suite de la pandémie de Covid-19 |
| 2021                          | Saison annulé à la suite de la pandémie de Covid-19 | Saison annulé à la suite de la pandémie de Covid-19 | Saison annulé à la suite de la pandémie de Covid-19 | Saison annulé à la suite de la pandémie de Covid-19 | Saison annulé à la suite de la pandémie de Covid-19 | Saison annulé à la suite de la pandémie de Covid-19 | Saison annulé à la suite de la pandémie de Covid-19 | Saison annulé à la suite de la pandémie de Covid-19 | Saison annulé à la suite de la pandémie de Covid-19      |
| 2022                          | D2                                                  | 4e Conf. A - Poule 2                                | 10                                                  | 2                                                   | 2                                                   | 6                                                   | 168                                                 | 226                                                 | -                                                        |
| 2023                          | D2                                                  | 1er Conf. B - Poule 1                               | 09                                                  | 7                                                   | 0                                                   | 2                                                   | 201                                                 | 144                                                 | Vice-champions de D2                                     |
| 2024                          | D2                                                  | 1er Poule B Nord                                    | 10                                                  | 9                                                   | 0                                                   | 1                                                   | 257                                                 | 83                                                  | Demi-finaliste de conférence                             |

- Champion ou vainqueur D1
- Promu
- Relégué

(1) Résultats incomplets.

### Bilan
Statistiques arrêtées au 3 mai 2015.
| Compétition            | Type      | Participations | M.J. | V   | N | D  | PP    | PC    |
| ---------------------- | --------- | -------------- | ---- | --- | - | -- | ----- | ----- |
| D1 - Casque de diamant | Saison    | 4              | 27   | 5   | 2 | 20 | 162   | 532   |
| D1 - Casque de diamant | Playoffs  | 1              | 1    | 0   | 0 | 1  | 16    | 34    |
| D1 - Casque de diamant | Total     | 4              | 28   | 5   | 2 | 21 | 178   | 566   |
| D2 - Casque d’or       | Saison(1) | 17             | 165  | 86  | 2 | 63 | 3 370 | 2 133 |
| D2 - Casque d’or       | Playoffs  | 11             | 21   | 9   | 0 | 12 | 293   | 273   |
| D2 - Casque d’or       | Total     | 17             | 186  | 95  | 2 | 75 | 3 663 | 2 506 |
| TOTAL(1)               | TOTAL(1)  | 21             | 214  | 100 | 4 | 96 | 3 841 | 3 072 |

(1) Résultats incomplets.

## Entraîneurs

### Entraîneurs principaux
| Nom (Nationalité)    | Période   |
| -------------------- | --------- |
| Daniel Bisaillon     | 1994-1995 |
| Lanto Ratsimbazafy   | 1995-1996 |
| Anselmo Valongo      | 1997-1998 |
| Luc Ladouceur        | 1998-1999 |
| James Jolicoeur      | 2000-2001 |
| José Varga           | 2001-2002 |
| Jérôme Coulet        | 2003-2005 |
| Thierry Constant     | 2004-2011 |
| Xavier Barbier       | 2011-2015 |
| Scott Kroese         | 2015-2016 |
| Jean-Robert Bortulus | 2016-2019 |
| Dimitri Scache       | 2022-2024 |
| Thierry Bores        | 2024-     |

## Joueurs

### Joueurs Français
Joueurs sélectionnés en équipe de France ou récompensés individuellement.
| N° | Poste | Nom                | Période | Équipe de France | Équipe de France | Infos      |
| -- | ----- | ------------------ | ------- | ---------------- | ---------------- | ---------- |
| N° | Poste | Nom                | Période | Junior           | Senior           | Infos      |
| -  | OL    | Bob Brahmi         | -       | -                | oui              | -          |
| 59 | DT    | Samuel Guillardeau | -       | -                | oui              | -          |
| -  | DB    | Sébastien Hudbert  | -       | -                | oui              | -          |
| -  | QB    | Xavier Poncin      | -       | -                | oui              | Team Paris |
| -  | DB    | Van Tran Ngoc      | -       | -                | oui              | -          |
| 07 | TE    | Bukola Tshiteya    | -       | -                | oui              | -          |
| 88 | TE    | Cyrile Windholtz   | -       | -                | oui              | -          |

### Joueurs étrangers
| N° | Poste | Nom               | Période   | Infos |
| -- | ----- | ----------------- | --------- | --- |
| -  | RB    | Daniel Bisaillon  | 1995      | - |
| -  | LB    | James Jolicoeur   | 1998-1999 | California (NCAA) |
| -  | QB    | David White       | 1999      | UNLV Rebels (NCAA) |
| -  | WR/DB | Mohammad Abdullah | 1999      | Arkansas Pine Bluff (NCAA), Weinheim Longhorns (Allemagne), Copenhagen Towers (Danemark), Aarhus Tigers (Danemark), Voyagers d'Évry, Flash de La Courneuve, Trojans de Rotterdam (Pays-Bas), Hanau Hornets (Allemagne) |
| -  | RB/LB | Mike Brennan      | 2005      | Park' (NCAA), Autriche, Suisse |
| -  | QB    | Peter Fountain    | 2005      | Delaware State (NCAA), AFL2 |
| 40 | LB/TE | Bryan Watson      | 2014      | Wabash Little Giants (NCAA Division III), Black Panthers de Thonon, Gladiateurs de la Queue-en-Brie |